# Clubiona peculiaris
Clubiona peculiaris es una especie de araña araneomorfa del género Clubiona, familia Clubionidae. Fue descrita científicamente por Ludwig Carl Christian Koch en 1873.
Habita en Nueva Zelanda.